# Lice (Diyarbakır)
Pour les articles homonymes, voir Lice.
Le district de Lice ([ˈlidʒe]) est l'un des 14 districts de la province de Diyarbakır, dans la région de l'Anatolie du sud-est, en Turquie. Il tire son nom de son chef-lieu éponyme (ilçe merkesi), la ville de Lice, comme la plupart des districts.
Situé au nord-est de la province de Diyarbakır, le district de Lice a une superficie de 1 083 km2 pour une population de 26 427 habitants. Aux 13 quartiers de Lice s'ajoutent 56 villages et 112 hameaux de maisons répartis en deux
sous-districts (bucak), sous-district central (comportant la ville de Lice) et sous-district de Kayacık.

## Géographie

### Situation géographique
Le district de Lice est situé au sud-est de la Turquie, dans la province de Diyarbakır. Lice, chef-lieu du district, est à 90 km de Diyarbakık, chef-lieu de la province éponyme. Il a un pourtour de 158 km et couvre une superficie de 1 083 km2.
Lice est limitrophe de 6 autres districts, dont 5 appartenant à la même province : Hani (37 km de frontière commune) à l'ouest ; Kocaköy (20 km de frontière commune), Hazro (18 km de frontière commune) et Silvan (8 km de frontière commune) au sud ; et de Kulp (27 km de frontière commune) à l'est. Genç (48 km de frontière commune), le sixième district, se situe au nord de Lice, dans la province de Bingöl en Anatolie orientale.

## Démographie
Au dernier recensement en 2014, le district de Lice comptait 26 427 habitants.
Sur ce nombre, ? (? %) résident au chef-lieu du district, la ville de Lice; tandis que ? (?%) résident dans les villages et hameaux de maison répartis dans le reste du district.